# The Screaming Shadow
The Trail of the Octopus è una serie del 1920 in trentun rulli diretto da Duke Worne. Ognuno dei quindici episodi (tranne il primo, in tre rulli), sono in due bobine.

## Distribuzione
Non si conoscono copie ancora esistenti della pellicola che viene considerata presumibilmente perduta.

### Episodi
1. A Cry in the Dark (22 febbraio 1920, tre rulli))
2. The Virgin of Death (29 febbraio 1920, due rulli)
3. The Fang of the Beast (7 marzo 1920, due rulli)
4. The Black Seven (14 marzo 1920, due rulli)
5. The Vapor of Death (21 marzo 1920, due rulli)
6. The Hidden Menace (28 marzo 1920, due rulli)
7. Into the Depths (4 aprile 1920, due rulli)
8. The White Terror (11 aprile 1920, due rulli)
9. The Sleeping Death(18 aprile 1920, due rulli)
10. The Prey of Mong (25 aprile 1920, due rulli)
11. Liquid Fire (2 maggio 1920, due rulli)
12. Cold Steel (9 maggio 1920, due rulli)
13. The Fourth Symbol (16 maggio 1920, due rulli)
14. Entombed Alive (23 maggio 1920, due rulli)
15. Unmasked (30 maggio 1920, due rulli)